# فرودگاه منطقه‌ای ناچیتوچس
فرودگاه منطقه‌ای ناچیتوچس (به انگلیسی: Natchitoches Regional Airport) یک فرودگاه همگانی بهره‌برداری هوایی است که یک باند فرود آسفالت دارد و طول باند آن ۱۵۲۵ متر است. این فرودگاه در کشور ایالات متحده آمریکا قرار دارد و در ارتفاع ۳۷ متری از سطح دریا واقع شده‌است.